# Мало Крчево
Мало Крчево је насељено место у општини Мајур, Банија, Република Хрватска.

## Историја
Насеље је до 1995. било у саставу некадашње општине Костајница. Мало Крчево се од распада Југославије до августа 1995. године налазило у Републици Српској Крајини.

## Становништво
| Националност       | 1991. | 1981. | 1971. | 1961. |
| Срби               | 82    | 99    | 95    | 116   |
| Југословени        |       | 1     | 6     |       |
| Хрвати             |       | 1     |       | 2     |
| остали и непознато |       | 1     | 1     |       |
| Укупно             | 82    | 102   | 102   | 118   |

| Демографија | Демографија | Демографија |
| Година      | Становника  | Становника  |
| ----------- | ----------- | ----------- |
| 1961.       | 118         |             |
| 1971.       | 102         |             |
| 1981.       | 102         |             |
| 1991.       | 82          |             |
| 2001.       | 50          |             |
| 2011.       |             | 19          |